# Daxiatitan binglingi
 Daxiatitan binglingi  (“titán de Daxia del templo de Bingling”) es la única especie del género extinto Daxiatitan de dinosaurio saurópodo titanosauriano, que vivió a principios del período Cretácico, hace aproximadamente 135 millones de años, en el Valanginiense, en lo que es hoy Asia. El nombre proviene del río Daxia, uno de los afluentes del curso superior del río Amarillo en el área de Linxia de la provincia de Gansu, donde fue encontrado, y del griego Titán en referencia de los titanes, gigantes de la mitología griega. El nombre de la especie, hace referencia al budista templo de Bingling, importante atracción turística de cerca de la presa de Liujiaxia, a 80 kilómetros al sudoeste de Lanzhou, capital de la provincia. Daxiatitan es un herbívoro gigante con una longitud estimada entre 23 y 30 metros, es el dinosaurio más grande que ha sido encontrado en China hasta 2008. Como Euhelopus y Huanghetitan, tenía un cuello enormemente largo.
Se lo conoce por 10 vértebras cervicales, 10 dorsales, 2 caudales, un arco vertebral, escápula derecha, coracoides y un fémur también derecho, hallados en el Lecho Lanzhou, del Grupo Hekou y se encuentran depositados  en el Centro de Investigación Fósil y Desarrollo de la Tercera Academia de Geología y Exploración de Recursos Minerales de Gansu en Lanzhou.
Se distingue de los otros titanosaurianos por poseer vértebras cervicales con facetas prezygapofisiales craneales se compensan  en caudal tal que el hueso no articular abarca las porciones craneales de la mayoría  del prezygapofisis. El margen distal del cuerpo escapular se encuentra oblicuo con respecto  a su de eje mayor. Los cóndilos dístales femorales tienen una inclinación de 10º con respecto al eje femoral con dirección  caudomedial craneolateral visto de distal.